# 10e armée (Italie)
Pour les articles homonymes, voir 10e armée.
La 10e armée italienne (en italien: 10ª Armata) était une grande unité de l'armée royale italienne (Regio Esercito) qui a pris part à la bataille de Vittorio Veneto pendant la Première Guerre mondiale et a opéré sur le front nord-africain pendant la Seconde Guerre mondiale.

## Première Guerre mondiale
La 10e armée a été formée le 14 octobre 1918. Après la bataille de Caporetto en novembre 1917, le Regio Esercito est réorganisé par Armando Diaz, chef d'état-major de l'armée italienne (Capo di stato maggiore dell'Esercito Italiano). Au cours de l'été 1918, après la bataille du Solstice, le Regio Esercito poursuit sa réorganisation et, en vue de l'offensive italienne prévue pour la fin du mois d'octobre, la 10e armée est formée le 14 octobre, sous le commandement du lieutenant général (tenente generale) Frederick Lambart, 10e comte de Cavan de l'armée britannique (British Army) et composée du XIVe corps britannique et du XIe corps italien. Le XIVe corps d'armée britannique, sous le commandement du major général James Melville Babington, était composé des 7e et 23e division d'infanterie, tandis que le XIe corps d'armée italien, sous le commandement du lieutenant général  (tenente generale) Giuseppe Paolini, disposait de la 23e division Bersaglieri sous le commandement du lieutenant général (tenente generale) Gustavo Fara, de la 37e division territoriale sous le commandement du major général (maggior generale) Giovanni Castagnola et du 332e régiment d'infanterie américain .
Au cours de la bataille de Vittorio Veneto, la 10e armée opère en coordination avec la 8e armée du "Montello" du lieutenant général (tenente generale) Enrico Caviglia.
A la fin du conflit, le Commandement de la 10e armée est dissous le 18 novembre 1918 pour être reconstitué le 15 octobre 1939 à la veille de l'entrée de l'Italie dans la Seconde Guerre mondiale et, destiné à opérer en Afrique du Nord.

## Seconde Guerre mondiale
Lorsque l'Italie déclare la guerre le 10 juin 1940, la 10e armée se compose de cinq divisions et la 5e armée se compose quant à elle de neuf divisions. À la fin du mois de juin, après la capitulation de la France, plusieurs divisions sont transférées de la 5e armée pour renforcer la 10e armée. La 10e armée compte alors un total de dix divisions.
Au début de la Seconde Guerre mondiale, elle est déployée à la frontière orientale de la Libye, puis en Égypte, et est complètement anéantie lors de l'opération Compass, qui se termine par la bataille de Beda Fomm. La 10e armée se situait en Cyrénaïque (est de la Libye) face à l'armée britannique qui se trouvait dans le royaume d'Égypte. L'autre armée (la 5e armée) était basée en Tripolitaine (Libye occidentale) et faisait face à la Tunisie française.

### Commandants
- Général Francesco Guidi (octobre 1939 - été 1940)
- Général Mario Berti (été 1940 - décembre 1940)
- Général Italo Gariboldi (par intérim)
- Général Giuseppe Tellera (décembre 1940 - février 1941 [mort au combat])

### Invasion italienne de l'Égypte
Le 13 septembre 1940, environ quatre divisions sont utilisées lorsque la 10e armée envahit l'Égypte. Quatre divisions d'infanterie et le « Groupe Maletti » marchent cent kilomètres en quatre jours. les Italiens s'arrêtent une fois arrivés à Sidi Barrani. Le « Groupe Maletti » inclut la plupart des chars moyens M11/39 disponibles en Afrique du Nord et de nombreux L3 chenillettes. Les positions défensives italiennes prennent la forme de plusieurs camps fortifiés. Le front n'évolue que très peu jusqu'à décembre.

### Opération Compass
Depuis l'Égypte, le 9 décembre 1940, les forces britanniques, incluant des troupes indiennes et australiennes, sous le commandement du général d'armée Richard O'Connor, attaquent au niveau d'une faiblesse de la défense italienne au sud de Sidi Barrani. L'assaut est soutenu par l'artillerie, des bombardiers Blenheim et des chars d'assaut Matilda Mark II. Dès la première heure, le général Maletti serait mort et 4 000 soldats italiens auraient capitulé. En trois jours, 237 pièces d'artillerie, 73 chars légers et 38 300 soldats sont capturés. En cinq jours, la Western Desert Force libère l'intégralité du territoire égyptien occupé par les Italiens. La 10e armée se replie alors en Libye.

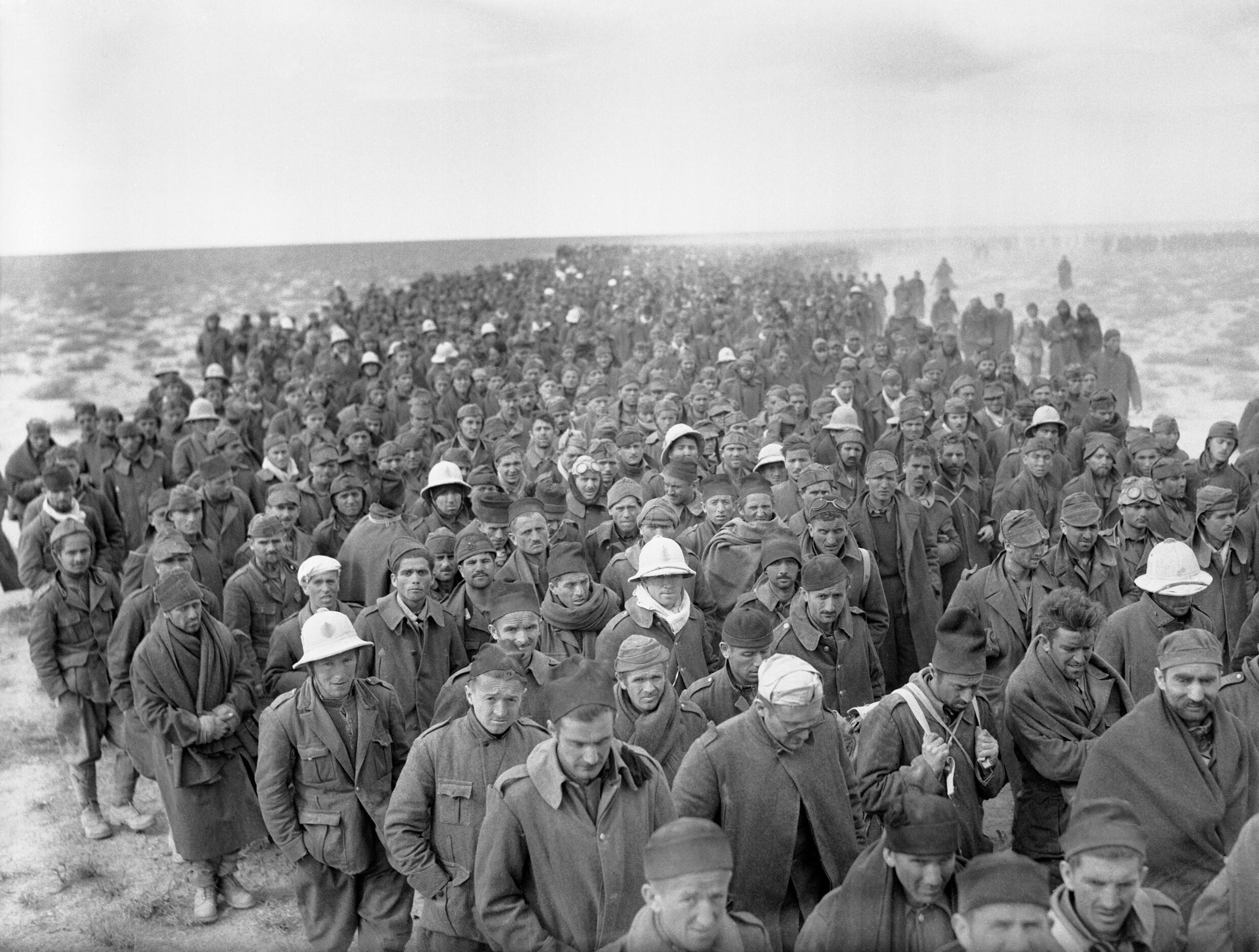
Une colonne de prisonniers italiens de la 10^{e} armée capturés lors de l'assaut sur Bardia (Libye) marche vers une base militaire britannique le 6 janvier 1941.

Les Britanniques exploitent le succès de l'opération Compass et s'enfoncent en territoire libyen. Se déplaçant vers l'ouest sur la Via della Vittoria, à travers la passe Halfaya, ils capturent le fort Capuzzo. Entre le 3 et le 5 janvier, les Australiens de la 6e division d'infanterie battent les Italiens à Bardia et, le 22 janvier, s'emparent de Tobrouk. Le 24 janvier, les chars de la 7e division blindée battent les Italiens à Mechili. Derna est occupée le 29 janvier. Le 5 février, l'avant-garde britannique atteint Beda Fomm. Elle coupe ainsi la voie de retraite de la 10e armée qui se retrouve prise au piège. Après une dernière tentative de percée les lignes britanniques le 7 février, les Italiens se rendent et la 10e Armée du général Tellera est anéantie. Les pertes italiennes s'élèvent à 130 000 hommes depuis décembre 1940.

### Ordre de bataille
- Groupe Babini 
  - III bataillon de chars moyens (M13/40)
  - V bataillon de chars moyens (M13/40)
- 10e régiment de Bersaglieri
- 12e régiment de Bersaglieri
- 12e régiment d'artillerie
- 26e régiment d'artillerie
- 55e régiment d'artillerie
- Divers bataillons de mitrailleuses
- 20e corps d'armée
  - 60e division d'infanterie Sabratha (Derna)
- 21e corps d'armée
  - 63e division d'infanterie Cirene (Rabia / Sofafi)
  - 64e division d'infanterie Catanzaro (Buq Buq)
  - XX bataillon de chars légers (L3/35)
  - LX bataillon de chars légers (L3/35)
  - LXIII bataillon de chars légers (L3/35)
- 22e corps d'armée
  - 61e division d'infanterie Sirte
  - 1er groupe de chars 
    - I bataillon de chars moyens (M13/40)
    - XXI bataillon de chars légers (L3/35)
    - LXII bataillon de chars légers (L3/35)

  - Forteresse de Tobrouk
- 23e corps d'armée
  - 1re division des chemises noires « 23° Marzo »
  - 2e division des chemises noires « 28° Ottobre »
  - 62e division d'infanterie Marmarica
  - Troupes frontalières et de forteresses à Bardia
- Groupe des divisions libyennes 
  - 1re division libyenne Sibelle (Al Maktilah)
  - 2e division libyenne Pescatori (Tummar)
  - 4e division des chemises noires «3° Gennaio » (Sidi Barrani)
  - 2e groupe de chars 
    - II bataillon de chars moyens (M13/40)
    - LXI bataillon de chars légers (L3/35)

  - Groupement Maletti